# Varma-Ava Dorsa
Varma-Ava Dorsa zijn lage heuvelruggen op de planeet Venus. De Varma-Ava Dorsa werden in 1985 genoemd naar Varma-Ava, een Mordwiense windgodin.
De richels hebben een lengte van 767 kilometer en bevinden zich tussen de inslagkraters Hull en Margit in het quadrangle Metis Mons (V-6).